# Verdränger und Gleiter

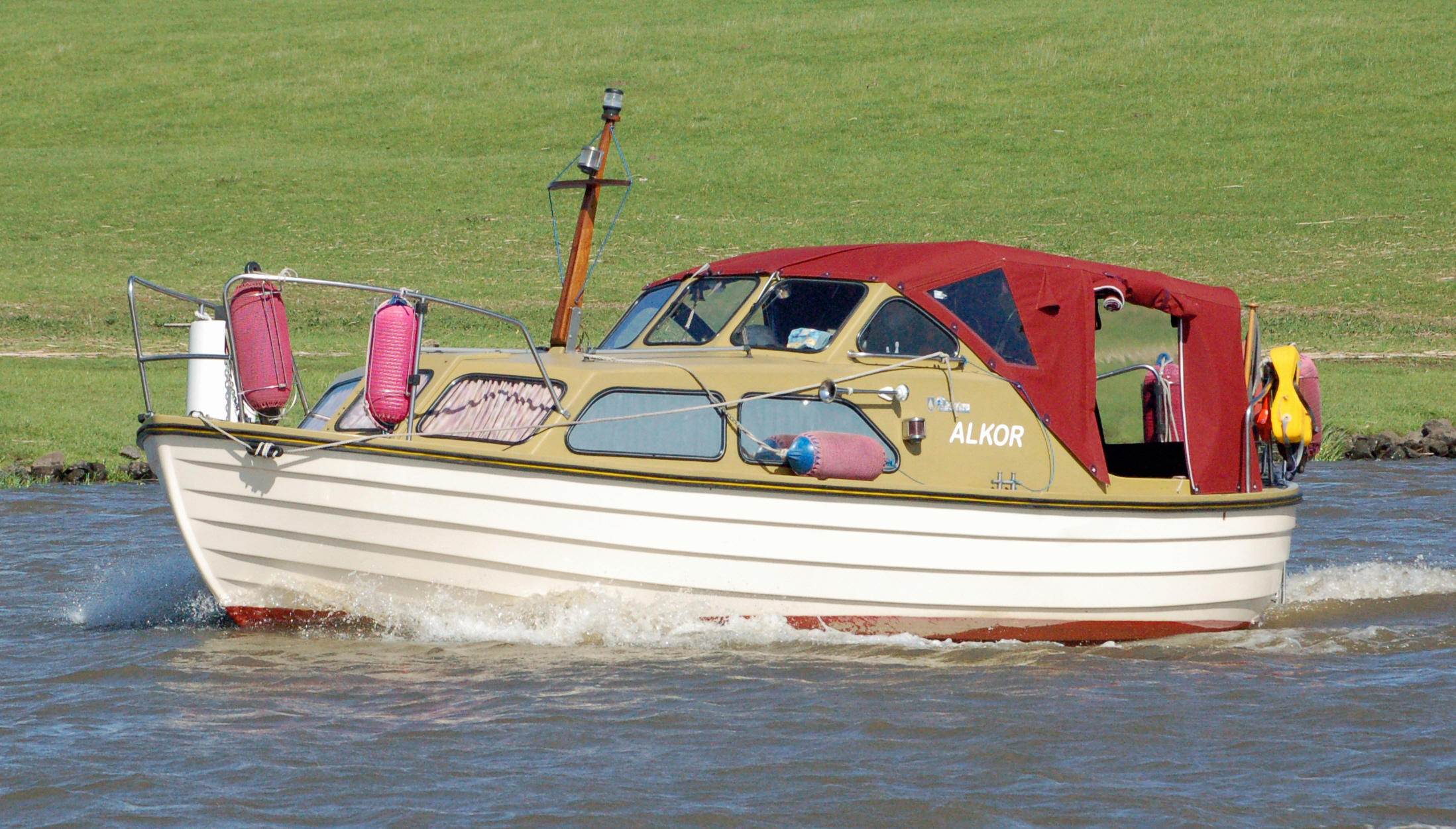
Verdränger

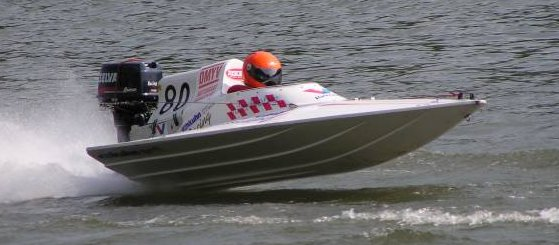
Gleiter

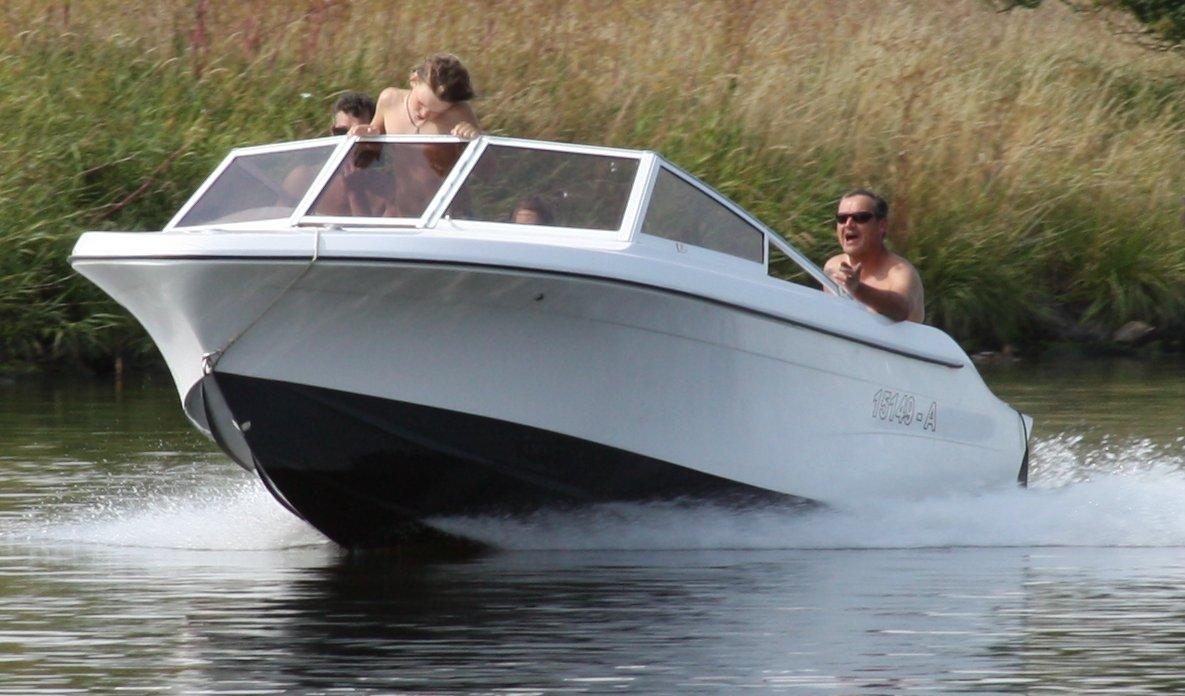
Halbgleiter

Unter einem Verdränger versteht man im Schiffbau ein Boot, das sich zu jeder Zeit mit dem kompletten Unterwasserschiff im Wasser befindet und dieses verdrängt. Das Gegenteil von Verdrängern sind Gleiter, die sich mit zunehmender Geschwindigkeit aus dem Wasser heben und anfangen, darauf zu gleiten. Für das Gleiten sind eine geeignete Rumpfform, ein mäßiges Gewicht und eine starke Antriebsleistung nötig. Halbgleiter befinden sich bezüglich Rumpfform, Gewicht und Antriebsleistung zwischen Verdrängern und Gleitern.
Ein Rumpf mit Verdrängerform kann auch durch eine beliebige Erhöhung der Antriebsleistung nicht zum Gleiter werden.

## Grundlagen
Jedes Wasserfahrzeug, gleich ob Boot, Schiff, Floß, Flugboot oder Amphibienfahrzeug, ist im Ruhezustand ein Verdränger, da jeder auf dem Wasser schwimmende Körper aufgrund des Archimedischen Prinzips eine Wassermenge gleichen Gewichts verdrängt. Die Unterschiede zwischen Verdränger, Halbgleiter und Gleiter zeigen sich in der Bewegung.

## Verdränger
Jedes Wasserfahrzeug fährt bei geringer Geschwindigkeit in Verdrängerfahrt. Mit steigender Geschwindigkeit hängt das weitere Verhalten von der Rumpfform und dem Gewicht ab. Bei Verdränger-Rümpfen steigt die bewegte Wassermenge mit der Geschwindigkeit an und damit auch die Höhe und der Widerstand der Bugwelle. Dadurch ist diese Art der Fortbewegung nur bis zur sogenannten Rumpfgeschwindigkeit möglich. Klassische Verdränger finden sich in der gesamten Spanne vom Einbaum über Tretboote und Fischkutter bis hin zur Queen Mary 2.

### Rumpfgeschwindigkeit
Kein Verdränger kann mit seinem Heck die Welle überholen, die durch seinen Bug während der Fahrt gebildet wird. In der Praxis macht sich das Problem bereits bemerkbar, wenn die dem Heck vorauseilende Heckwellenvorderseite die dem Bug nacheilende Bugwellenrückseite erreicht, also die Bug- und die Heckwellensysteme sich addieren. Der Bug wird durch die Bugwelle angehoben, während das Heck in ein immer tieferes Wellental sinkt, was den Wasserwiderstand weiter steigert. Diese spezifisch für jede Rumpflänge existierende maximale Endgeschwindigkeit nennt man Rumpfgeschwindigkeit, sie ist näherungsweise berechenbar. Wird die Rumpfgeschwindigkeit mittels Schleppen durch ein wesentlich schnelleres und stärkeres Schiff oder durch widrige Umstände (z. B. in einem Sturm auf dem Weg von einem Wellenkamm in ein Wellental) dennoch überschritten, so kommt es zum gefährlichen Surfen, das Schiff liegt extrem steil im Wasser und sinkt schließlich mit dem Heck voran, sofern nicht vorher die mechanische Stabilität versagt und das Schiff auseinanderbricht.
Bei schlanken Rümpfen interagieren die Wellensysteme von Bug und Heck zwar weniger miteinander, aber das Heck kann dennoch die Bugwelle nicht überholen. In der Praxis bedeutet das, dass man bei einem breiten Rumpf mehr Antriebsleistung benötigt als mit einem gleich langen schmalen Rumpf. Beide Rümpfe haben aber die gleiche Höchstgeschwindigkeit, denn bei einem Verdränger ist die erreichbare Höchstgeschwindigkeit ausschließlich von der Länge der Wasserlinie des Rumpfes abhängig, nicht jedoch von seiner Breite.

## Gleiter
Gleiter sind durch ihre Rumpfkonstruktion dazu geeignet, sich mittels eines starken Antriebes gegen den Wasserwiderstand aus dem Wasser zu heben. Während der Fahrt befindet sich also der überwiegende Teil des Rumpfes oberhalb der Wasserlinie. Bei jenen Teilen des Rumpfs, die sich aus dem Wasser heben, reduziert sich der Widerstand vom hohen Wasserwiderstand auf den geringen Luftwiderstand. Bei weiterer Erhöhung der Geschwindigkeit kann sich sogar das Heck aus dem Wasser heben, so dass der Rumpf auf der Welle zu gleiten scheint. Durch den viel geringeren Widerstand und die viel höhere Antriebsleistung wird im Vergleich zur Verdrängerfahrt ein Mehrfaches an Geschwindigkeiten erreicht. Den Moment, in dem die Gleitfahrt einsetzt, nennt man Angleiten, er hängt auch von der Gewichtsverteilung und dem Seegang ab. Vorteilhaft für ein frühes Angleiten ist ein langer, flacher Rumpf mit breitem Heck.
Der Übergang von der Verdrängerfahrt zur Gleitfahrt ist das Äquivalent auf dem Wasser zum Durchbrechen der Schallmauer in der Luft, bei dem ein Flugzeug seine eigene Schallwelle überholt.

### Gleitertypen
War die Gleitfahrt früher nur auf kleine Boote beschränkt, gibt es inzwischen sogar ultraleichte 30-Meter-Yachten als Gleiter. Wird allerdings in solch einer Yacht durch nachträgliche Einbauten das Gewicht erhöht oder der Schwerpunkt verlagert, lässt sie sich nicht mehr in die Gleitfahrt bringen, da das Gewicht mit der Antriebsleistung und Rumpfform abgestimmt sein muss.
Auch militärische Anwendungen von Gleitern haben inzwischen erstaunliche Größen erreicht. Es gibt sogar ein US-amerikanisches Ein-Mann-U-Boot, das aufgetaucht in Gleitfahrt übergehen kann.

### Konstruktionsaspekte
Der konstruktive und betriebstechnische Haken ist bei jedem Gleiter die Fähigkeit, überhaupt erst einmal in das Gleiten zu kommen. Diese Fähigkeit ist nicht nur von der Rumpfform, sondern vor allem vom Leistungsgewicht des Schiffes abhängig. Wenn der Gleiter jedoch erst einmal gleitet, dann könnte man theoretisch sein Gewicht, zum Beispiel durch Zuladung per Hubschrauber, auch über das Maximum des Gewichtes erhöhen, mit dem die Gleitfahrt noch erreicht werden konnte.
Ein Problem ist, dass, sehr vereinfacht dargestellt, die Geschwindigkeit, ab der ein Schiffsrumpf auf seiner Fahrt durch das Wasser in das Gleiten übergeht, mit zunehmendem Gewicht steigt. Um diese Mindestgleitgeschwindigkeit zu erreichen, ist mit zunehmendem Gewicht daher auch eine zunehmende Antriebsleistung nötig.
Da jeder Gleiter bis zu dem Moment des Gleitens hydrodynamisch ein Verdränger ist und es das Phänomen der Kavitation gibt, ist der Konstruktion des Gleiters nach oben hin eine Gewichtsgrenze gesetzt, die selbst mit hydrodynamischen Kniffen, wie sie bei einem Tragflügelboot angewandt werden, oder durch den aerodynamischen Effekt bei einem Flugboot nach oben begrenzt ist. Daher gibt es keine wirklich großen Wasserfahrzeuge, die konstruktiv als Gleiter unterwegs sind.

#### Das Phänomen des Klebens
Wenn es einem Gleiter gelingt, anzugleiten, also seine Bugwelle einzuholen (indem die Vorderseite des Heckwellensystems die Rückseite des Bugwellensystems erreicht), aber nicht mit der Abrisskante am Heck die Bugwelle zu überholen, dann nennt man das Kleben. Beim Kleben gilt – wenn auch aus einem etwas anderen Grund – dieselbe Geschwindigkeitsgrenze wie bei einem Verdränger in Verdrängungsfahrt. Asymptotisch angenähert liegt die Grenze bei 50 Knoten. Auf See kann man das „Kleben“, d. h., dass ein Boot auf seiner eigenen Bugwelle über das Wasser rast, vor allem bei kleineren Booten beobachten. Grund für das Kleben eines Gleiterrumpfs ist immer eine falsche Rumpfform, also ein Konstruktionsfehler. Für kleine Boote (die als Verdränger deutlich niedrigere Rumpfgeschwindigkeiten hätten) bedeutet das Kleben aber immer noch eine schnelle Gleitfahrt, die allerdings wesentlich ruppiger ausfällt als eine echte Gleitfahrt, bei der die Bugwelle nicht nur eingeholt, sondern auch überholt wird.

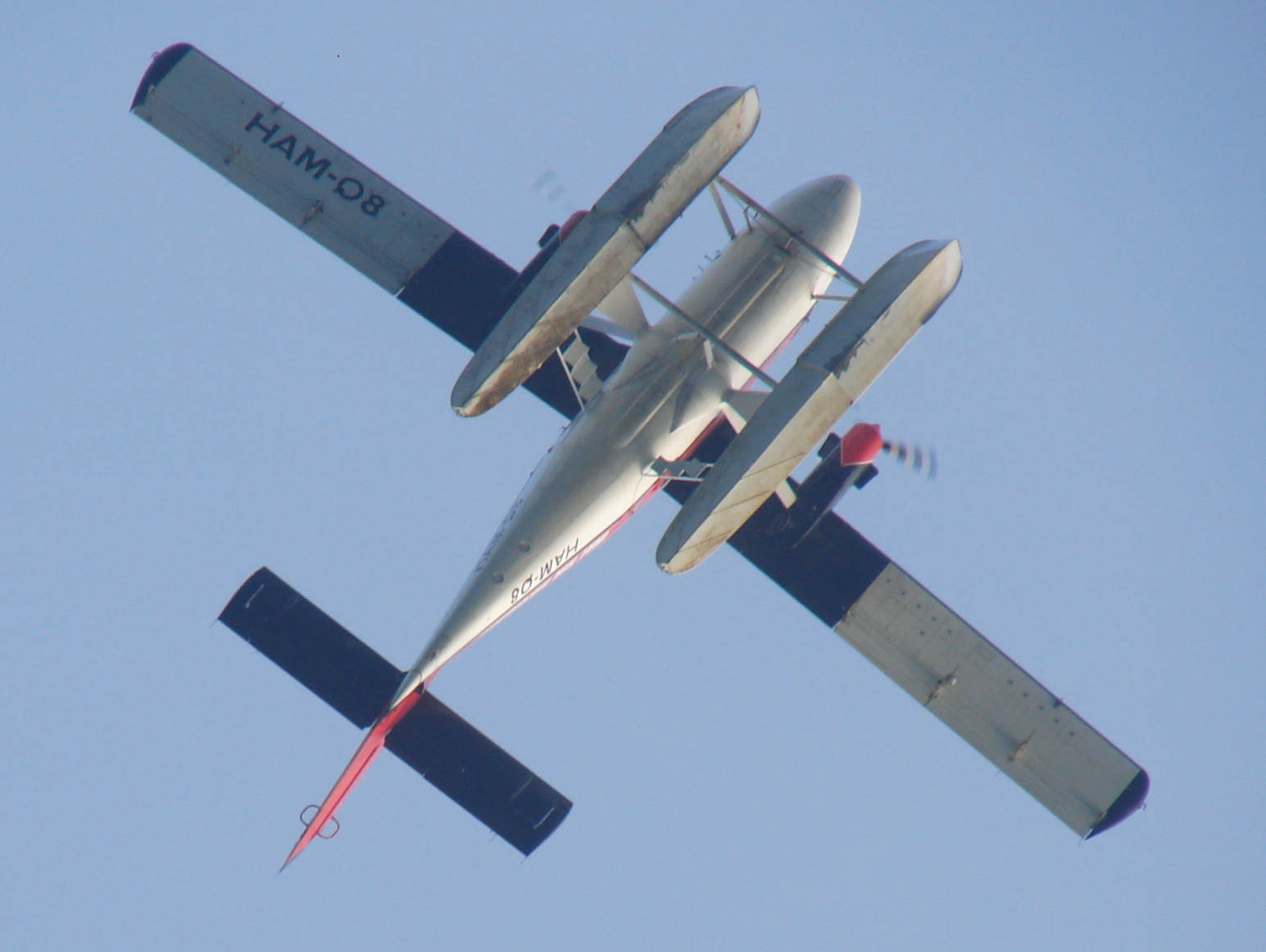
Sichtbare Abrisskante auf der Unterseite beider Schwimmer eines Wasserflugzeugs

Bei Flugbooten und vom Wasser aus startenden Bodeneffektfahrzeugen kann bei falscher Rumpfkonstruktion das Kleben ebenfalls auftreten, benennt aber nicht den Umstand, im Angleiten stecken zu bleiben, sondern aus dem Gleiten heraus auch bei höchsten Geschwindigkeiten nicht vom Wasser abheben zu können. Oft beobachtet und dokumentiert ist das Kleben in der Fliegerei allerdings vor allem bei besonders großen Flugbooten und Bodeneffektfahrzeugen, wenn diese von spiegelglatten Wasseroberflächen aus zu starten versuchen. Bei einem Startversuch auf einer durch Wind und Wellen angerauten Wasseroberfläche tritt das Kleben bei großen Flugbooten und Bodeneffektfahrzeugen praktisch nicht auf.
Bei rauer See ist es auch Booten, die als Gleiter zum Kleben neigen, möglich, das Kleben zu überwinden und in die echte Gleitfahrt zu gelangen, sofern aufgrund der Gegebenheiten kleinen Booten überhaupt noch eine Fahrt durch das Wasser möglich ist.
Ein beliebter Trick, mit einem klebenden Gleiterrumpf das Kleben zu überwinden, ist, die Hecksee eines anderen Bootes oder Schiffes zu schneiden, da hierdurch der Abriss der Bugwelle vom Heck vollzogen werden kann. Ein Flugboot oder Bodeneffektfahrzeug kann analog hierzu aus dem Gleiten heraus in den Flug gelangen. So gelang z. B. dem Flugboot Dornier Do X auf seinem Weltumflug nach 27 vergeblichen Versuchen im Juni 1931 nur dadurch doch noch in Rio de Janeiro der Start, dass die Hecksee eines Frachters geschnitten wurde.
Wird bereits bei einem Prototyp eines Bootes/Flugbootes/Bodeneffektfahrzeuges der Effekt des Klebens bemerkt, genügt es oft, in der Serienfertigung den Rumpf mit einer weiteren Abrisskante, im Flugzeugbau als Stufe bezeichnet, zu modifizieren. Bei kleinen Booten gibt es dazu jedoch oft keinen Platz, da zusätzliche Abrisskanten im Verhältnis zur Rumpfbreite auch gewisse Mindestrumpflängen verlangen. Andere Lösungen, die Grenzschicht (die für den Effekt des Klebens verantwortlich ist) positiv im Sinne des Gleitens zu beeinflussen, sind bei kleinen Booten meist unwirtschaftlich. Dadurch kommt es dazu, dass trotz des Wissens um die hydrodynamischen Vorgänge Boote produziert und vertrieben werden, die als Gleiter zum Kleben neigen.

### Luftkissenfahrzeuge
Luftkissenfahrzeuge sind keine Gleiter, da sie während der Fahrt auf einem Druckluftkissen schweben, nicht aber in Berührung mit der Wasseroberfläche stehen.
Ein Gleiter erfährt sogenannten dynamischen Auftrieb durch den Anprall des Wassers während der Fahrt, ein Luftkissenfahrzeug erfährt statischen Auftrieb durch den Überdruck auf seiner Unterseite.

## Halbgleiter
Da ein Gleiter in Gleitfahrt bei gleicher Geschwindigkeit wesentlich weniger Energie benötigt, um seine Geschwindigkeit zu halten, als ein gleich großer Verdränger, steckt hinter der Halbgleiterkonstruktion die Idee, Energie zu sparen, also weniger Kraftstoff zu verbrauchen oder mit einem Segelboot schon bei weniger Wind schneller unterwegs zu sein.
Die Halbgleiter können in mehrere Untergruppierungen aufgeteilt werden:

### Klassische Halbgleiter
Als klassische Halbgleiter werden folgende zwei Untergruppen bezeichnet:

#### Verdrängertyp
Ein Verdränger, den man per Konstruktion dazu gebracht hat, mit einem Teil des Rumpfes in Gleitfahrt zu gehen, während der Großteil desselben Rumpfes weiterhin als Verdränger unterwegs ist. Große Trawleryachten sind so unterwegs. In den 70ern sind viele Hersteller von kleinen Verdrängerbooten (etwa bis 9 m) dazu übergegangen, den Heckbereich der Boote zu verbreitern und abzuflachen, sodass man mit diesem Teil des Rumpfes in die Gleitphase gehen kann. Dies wird zusätzlich dadurch erreicht, dass der Bug so geformt ist, dass er bei schneller Fahrt das Wasser zur Seite wirft, damit der unter der Wasseroberfläche liegende Gleitbereich des Rumpfes überhaupt gleiten kann.

#### Gleitertyp
Ein Gleiter mit Kiel, welcher das Wasser verdrängt, also nicht vollständig aus ihm hervorsteigt. Große, seegehende Rennsegelboote sind so unterwegs. Theoretisch gehören auch Tragflügelboote in diese Gruppe.

### Moderne Halbgleiter
Es gibt auf dem Markt verschiedene Rumpfformen moderner Halbgleiter, welche nach unterschiedlichen Methoden funktionieren.

#### Parametric Fast Hull

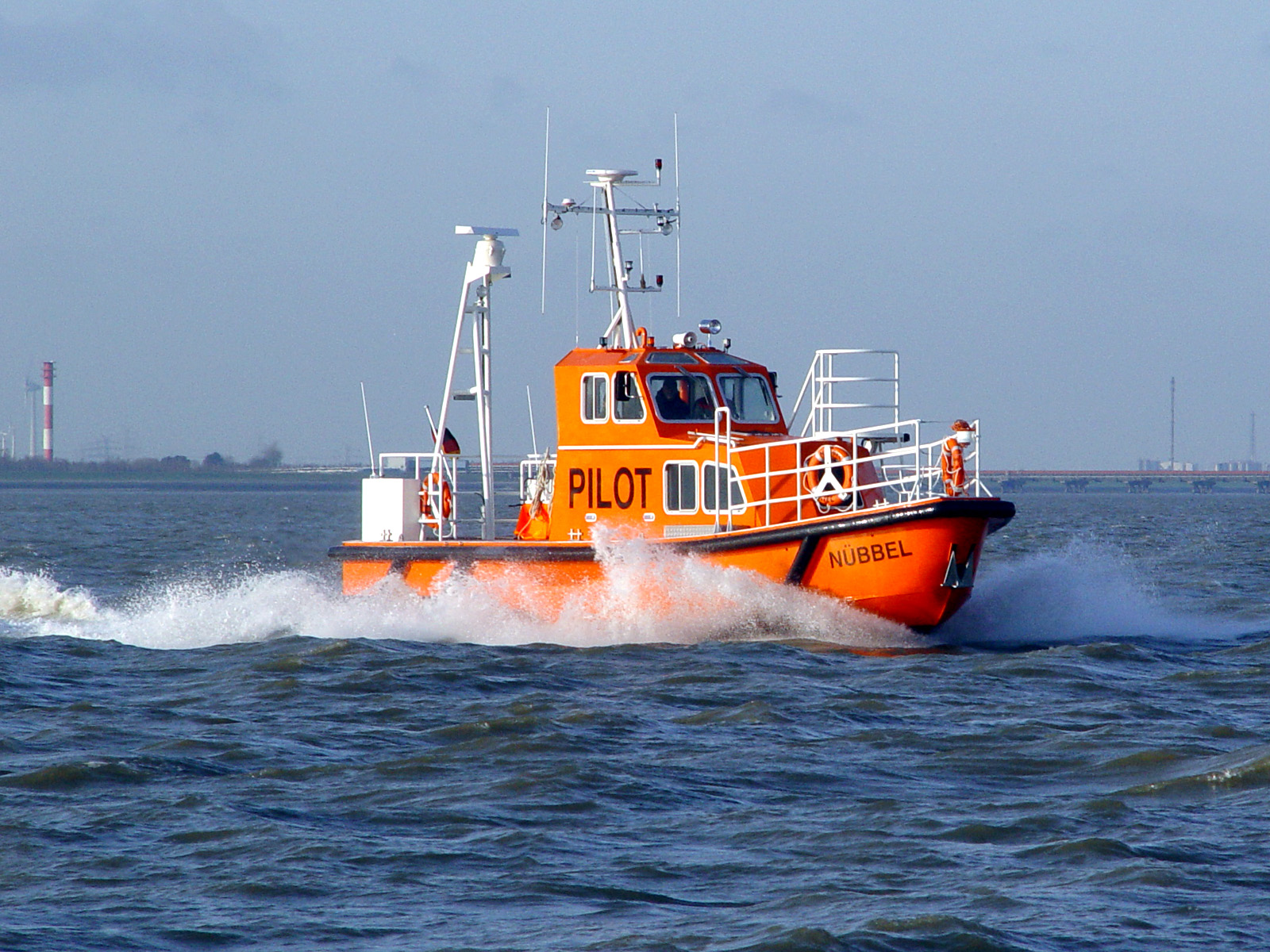
Ein mit pfh-Rumpf ausgestattetes Lotsenversetzboot

Fast alle Gleitrümpfe arbeiten nach dem Prinzip der angestellten Platte. Der Boden eines Schiffes wird der Strömung schräg entgegengestellt. Dadurch entsteht ein dynamischer Auftrieb, aber auch ein induzierter Widerstand und ein Sog, der dem Auftrieb entgegenwirkt. Durch eine Wölbung des Bodens lassen sich die negativen Wirkungen stark reduzieren. Diesem Prinzip folgt der Parametric Fast Hull. Seine Bodenform wird über wenige Parameter beschrieben, die von gewünschter Geschwindigkeit, Verdrängung und dem Längen-Breitenverhältnis abhängen. Das Fahrverhalten der Boote mit dieser Rumpfform ist deutlich anders als von konventionellen Formen. Das Schiff trimmt kaum und wird vorne durch die Bugwelle und hinten durch die konkave Bodenform angehoben. Damit verbunden ist eine sehr geringe Wellenbildung und ein wegen des kleinen Trimms sehr günstiges Seegangsverhalten.
Die Eignung der Rumpfform hängt von der Länge und der Geschwindigkeit eines Schiffes ab. Er ist geeignet für Froudesche Zahlen von 0,6 bis 1,3, was z. B. Schiffen mit einer Länge von 10 m und Geschwindigkeiten von 13 bis 25 Knoten oder 30 m Länge und 20 bis 43 Knoten entspricht. Einsatzmöglichkeiten sind daher Yachten, Lotsenboote, Patrouillenboote etc.
Der Rumpf ist jedoch nicht für sehr hohe Geschwindigkeiten (etwa für Rennboote) geeignet, da die Wölbung im Heck das Boot zunehmend nach vorne trimmt. Dadurch würde die vom Wasser benetzte Oberfläche des Rumpfes größer und die Vorteile des Rumpfes schrumpfen.
Erfahrungen mit gebauten Booten haben gezeigt, dass sich der Parametric Fast Hull auch positiv auf Manövriereigenschaften und Rollverhalten auswirkt und nur eine minimale Wellenbildung verursacht. Die Leistungsersparnis gegenüber konventionellen Rumpfformen beträgt 20 bis 50 Prozent je nach Qualität der Vergleichsform. So kann bei einem 33 Knoten schnellen Patrouillenboot mit 170 t Verdrängung und 3 × 1000 kW Antriebsleistung bei Verwendung des pfh-Rumpfes auf eine der drei Antriebsanlagen verzichtet werden.

#### Edersche DG-Hull
Der österreichische Physiker Theodor Eder wurde Ende der 1990er vom Bürgermeister von Venedig gebeten, einen Schiffsrumpf zu entwickeln, welcher keine Welle wirft. Seine Konstruktion wurde DG-Hull genannt (engl. displacement glider „Verdrängergleiter“) und erstmalig im Jahre 1997 zum Patent angemeldet.
Physikalisch betrachtet „löscht“ bei diesem Boot die Welle, die während der Fahrt vom Unterwasserschiff erzeugt wird, die Wellen aus, die von Bug und Heck erzeugt werden, indem das Wellental der einen Welle mit dem Wellenbergen der anderen beiden Wellen zusammenfällt. Das Boot funktioniert hervorragend und ist seit 2003 auf dem Wasser unterwegs.
Betrachtet man es genau, ist es ein Gleiter mit einem deutlich ausgeprägten Verdrängerkiel, was die Konstruktion zu einem Verdränger ohne die verdrängertypische Rumpfgeschwindigkeit macht: Denn wo keine Welle entsteht, muss auch keine überholt werden, was das Edersche Boot bei deutlich weniger Energiebedarf weitaus schneller fahren lässt, als es die Rumpfgeschwindigkeit eines gleich großen klassischen Verdrängers auch bei beliebig großer Motorisierung zuließe. Das Edersche Konzept des DG-Hull verbindet die Vorteile des Gleiters mit den Vorteilen des Verdrängers. In der Theorie ist dieses Konzept auf jede Boots- und Schiffsgröße und auf jede Verwendung anwendbar und scheint am besten zu funktionieren, wenn der Boots-/Schiffsrumpf in der Konstruktionswasserlinie (KWL) ein Längen-/Breitenverhältnis von 3:1 bis 4:1 aufweist.

#### Wellenbinder
Der Wellenbinder wurde 1910 durch den Bootsbauer und Ingenieur Claus Engelbrecht erfunden und dann in den ersten Jahrzehnten des zwanzigsten Jahrhunderts vom bei Engelbrecht angestellten deutschen Schiffbauingenieur Arthur Tiller (1884–1957) verbessert. Er hat das gleiche Funktionsprinzip wie der Edersche DG-Hull. Es gibt jedoch zwei wesentliche Unterschiede zwischen DG-Hull und Wellenbinder:
- Der Edersche DG-Hull ist ein Knickspanter, der in der Konstruktionswasserlinie in einem völlige-Länge-/Breitenverhältnis von 3:1 bis 4:1 daherkommt und als echter Halbgleiter gilt.
- Der Tillersche Wellenbinder ist ein Rundspanter, dessen Patentrechte im Verlaufe des Zweiten Weltkrieges abgelaufen sind, der aber etwas komplizierter zu berechnen und teurer zu fertigen ist als der DG-Hull, und der in der KWL in den schlanken bis sehr schlanken Längen-/Breitenverhältnissen von 5:1 bis 10:1 gebaut wurde. Außerdem ist der Tillersche Wellenbinder per Konstruktion und Rumpfform eher ein echter Verdränger als ein Halbgleiter.

Zu Lebzeiten von Arthur Tiller wurde der Rumpf noch nicht berechnet – dazu war man auch gar nicht in der Lage, sondern durch empirisches Vorgehen, also den Bau von Wasserfahrzeugen als Modell und in Echtgröße, entwickelt.

Diverse Hauptspantenunterschiede in überzeichneter Darstellung

Außerdem hatten Engelbrecht, Tiller und weitere ihrer zeitgenössischen europäischen und US-amerikanischen Bootsbauer und Ingenieure einen anderen Ansatz als Theodor Eder. Sie hatten nicht als Physiker Küstenanlagen vor dem Wellenschlag fahrender Boote zu schützen, sondern wollten mit den am Anfang des zwanzigsten Jahrhunderts nur schwach motorisierten Lustbooten zur Begeisterung der Besitzer und Benutzer möglichst hohe Geschwindigkeiten erzielen.
So fuhren die echten Wellenbinderkonstruktionen von damals bei rund 10 Meter Länge und gut 20 PS Antrieb knapp 10 Knoten (18 km/h) schnell, obwohl mit den Methoden der damaligen Hydrodynamik nur etwa knapp 8 Knoten (15 km/h) möglich gewesen wären, unabhängig von der Motorisierung dieser Boote.
Ein von Arthur Tiller gebautes Boot soll als Wellenbinder bei 18 Meter Länge mit 520 PS knapp 26 Knoten (48 km/h) erreicht haben, obwohl – wie heute bekannt ist – die Rumpfgeschwindigkeit der Konstruktion auch bei stärkster Motorisierung nur gute 10 Knoten (knapp 18 km/h) Fahrt durchs Wasser erlaubt.
Die Unterscheidung zwischen „echten“ und „falschen“ Wellenbindern wurde um 1934 von Arthur Tiller getroffen, um diejenigen Boote, deren Unterwasserschiffe nur so aussahen wie das Unterwasserschiff eines Wellenbinders, aber lediglich als echter Verdränger oder (bei ausreichender Motorisierung) als echter Gleiter daherkamen, von denjenigen zu unterscheiden, mit denen tatsächlich hohe Geschwindigkeiten zu erreichen möglich war, ohne dass sie in Gleitfahrt übergingen. Während des Entwurfes und des Baues eines Wellenbinders war der Unterschied damals noch nicht festzustellen. Erst die Probefahrt konnte darüber Erkenntnisse bringen.
Die Gleitfahrt statt der Verdrängerfahrt wurde von den Konstrukteuren jener Zeit nur aus den zwei Gründen heraus nicht gewünscht, dass Gleiter sowohl sehr gut motorisiert als auch sehr leicht gebaut sein mussten, was bei den damaligen Möglichkeiten von Materialauswahl und Motorisierung im Gegensatz zu den gestiegenen Ansprüchen an den Komfort eines Lustbootes stand.
Generell tendierte man allerdings damals dennoch dazu, Wellenbinder eher nach dem Prinzip des Wellenbinder 1 (siehe Bild) zu bauen, da diese Boote bei ausreichender Motorisierung und falschen Proportionen zu gleiten beginnen konnten, was man für das kleinere Übel hielt, wenn man den „echten“ Wellenbinder zu bauen nicht erreicht hatte, während die Boote nach dem Prinzip des Wellenbinder 2 bei falscher Proportionierung auch bei stärkster Motorisierung gewöhnliche Verdränger blieben.
Im Verkauf damals (und auch auf dem heutigen Gebraucht-/Klassikbootsmarkt) wurde und wird aus einem gewissen kaufmännischen Geschick, aber oft auch aus Unkenntnis heraus, die Unterscheidung zwischen „echten“ und „falschen“ Wellenbindern nur selten gemacht und kann nur nach komplexen Berechnungen oder einer schlichten Probefahrt getroffen werden. Und sind Wellenbinder, gebaut in den Jahren 1910 bis etwa 1940, sofern sie die Wirren der Zeit bis heute überlebten, schon klassische Raritäten, so sind die „echten“ Wellenbinder unter ihnen als sehr, sehr selten zu betrachten.
Bei den seit der Jahrtausendwende modernen Neubauten von Booten im Retrolook der 1920er bis 1950er Jahre kommt der Wellenbinder als Konstruktion des Unterwasserschiffes praktisch nicht vor, obwohl gerade das 21. Jahrhundert die Möglichkeit böte, einen Wellenbinder schon auf dem virtuellen Zeichenbrett so zu entwerfen, dass das fertige Boot später im Tillerschen Sinn auch funktioniert.

### Gleiten auf dem Kamm von Wellen
Ein Weg zum Überwinden der Rumpfgeschwindigkeit besteht darin, die schiefe Ebene eines Wellenbergs nach unten zu fahren. Wellenreiter, Kanuten, aber auch Segler streben diesen Zustand an, weil so höhere Geschwindigkeiten zu erreichen sind. Surfboards, die meisten Wildwasserkanus und moderne, leichte Segelyachten sind in solchen Situationen gut kontrollierbar.
Große Fahrzeuge oder Segelyachten mit ungünstigen Rümpfen, die für das Surfen nicht ausgelegt sind, können allerdings in ernste Gefahr geraten, wenn sie in ein Wellental schießen. Die größte Gefahr geht vom heftigen Aufprall im Wellental aus, der besonders größere Schiffe schwer beschädigen kann. Im Extremfall kann das Schiff sogar unterschneiden, sich also mit dem Bug in den nächsten Wellenberg bohren und sogar direkt aus dieser Bewegung „auf Tiefe gehen“.
Eine weitere Gefahr für große Schiffe ist das Querschlagen. Auf ihrer flachen Rumpfunterseite können sie seitwärts ins Wellental rutschen, wo sie dann vom seitlichen Aufprall der nächsten Welle regelrecht umgeworfen werden.

### Der falsche Fünfziger
Etwa seit 1950 gibt es kleine, oft von Außenbordmotoren angetriebene Sportboote, für die der Ausdruck des „Wellenbinders“ wiederentdeckt wurde. Diese Boote entstanden aus Kanadiern mit Spiegelheck, die man mit Außenbordmotoren, Lenkrad und Windschutzscheibe versah, und nahmen schnell eine eigene Form und Größe an, die sehr den Autobooten und Limousinen des Motorbootbaus der Goldenen Zwanziger gleicht. Bei genauer Betrachtung sind es auch kleine Autoboote, nur dass die klassischen Autoboote Innenbordmotore besaßen. Diese „Wellenbinder“ der 1950er und 60er Jahre haben nichts gemein mit den Tillerschen und Engelbrechtschen Wellenbindern, besitzen nicht einmal die konkav-konvexe Spantenform eines echten Wellenbinders, sondern sind per Rumpfkonstruktion echte, im Unterwasserschiff scharf geschnittene Gleiter in Knickspantbauweise. Was sie mit dem echten Wellenbinder vereint, ist der auch bei Verdrängungsfahrt gute Geradeauslauf bei sehr guter Manövrierfähigkeit. Die falschen Fünfziger (benannt nach den 1950er Jahren) wurden in den Wirtschaftswunderjahren populär, da sie jeder halbwegs praktisch begabte Mensch in seiner Diele, seinem Schrebergarten oder in seiner Garage bauen konnte.
Heute wird dieser Bootstyp wieder modern, da es bereits richtige, elegante, kleine Mehrpersonenmotorboote sind und sie sich in modernen Leichtbauweisen dennoch mit dem kleinen Pkw-Führerschein B trailern lassen (wenn der Außenbordmotor sich während der Fahrt auf der Straße im Kofferraum des Pkw und nicht am Boot befindet). Es gibt inzwischen zahlreiche Vereine, die sich mit dem Bau, dem Erhalt und dem Betrieb des Sportbootes der Kategorie des falschen Fünfziger-Wellenbinders befassen.